# Olene sawanta
Olene sawanta är en fjärilsart som beskrevs av Moore 1859. Olene sawanta ingår i släktet Olene och familjen tofsspinnare. Inga underarter finns listade i Catalogue of Life.